# القفيل
القفيل: قرية تقع بمحافظة بارق في جنوب المملكة العربية السعودية. تقع في الشمال الشرقي لإمارة بارق على مسافة كيلين تقريباً، ويبلغ تعداد سكانها 1242 نسمة حسب الإحصاء الذي جرى عام 2010.

## التسمية
القَفِيْل - بفتح أوله وكسر الفاء وسكون المثناة التحتية بعدها لام - تصغير قفيل، وهو الشعب الضيّق كأنه مقفل .

## الموقع
تقع قرية القَفِيْل على ضفة وادي الركس الشمالية، في غربي الثمالة، شمال ساحل، جنوب الخرباء، وجنوب قفيل الفقهاء.